# Pheidole bahai
Pheidole bahai är en myrart som först beskrevs av Auguste-Henri Forel 1922.  Pheidole bahai ingår i släktet Pheidole och familjen myror. Inga underarter finns listade i Catalogue of Life.